# Athina 90
Athina 90 – grecki klub futsalowy z siedzibą w mieście Ateny, obecnie występuje w najwyższej klasie rozgrywkowej Grecji.

## Sukcesy
- Mistrzostwo Grecji (15): 1998, 2000, 2002, 2003, 2006, 2007, 2008, 2009, 2010, 2011, 2012, 2013, 2014,2015, 2016
- Puchar Grecji (7): 2002, 2007, 2010, 2011, 2012, 2013, 2017